# 克略科查山 (科爾卡班巴區)
12°28′37″S 74°37′59″W / 12.47694°S 74.63306°W
克略科查山（Quello Cocha），是秘魯的山峰，位於該國中部萬卡韋利卡大區，由塔亞卡哈省的科爾卡班巴區負責管轄，屬於安地斯山脈的一部分，海拔高度4,000米。